# Aerogaviota
Aerogaviota – kubańska linia lotnicza z siedzibą w Hawanie. Obsługuje krajowe połączenia czarterowe. Głównym węzłem jest Port lotniczy Playa Baracoa w Hawanie.

## Flota[1]
- An-2
- 18 An-26
- 4 ATR 42-500 (jeden samolot obsługiwany przez Cubana de Aviación)
- Mi-8